# Lijst van bezittingen van Paramount Global
Lijst van de grootste bezittingen van het Amerikaanse mediaconglomeraat Paramount Global.

## Radionetwerken
- CBS Radio Network
- Metro Networks

## Radiostations
- CBS Radio (meer dan 180 stations)
- Free FM
- Westwood One

## Internet
- CBS Internet Group
- SportsLine.com
- MTVi Group
- Nickelodeon Online
- BET.com
- Contentville.com (35%)
- Neopets
- Game Trailers
- iFilm
- Xfire

## Interactief entertainment
- Sega of America (50%)

## Filmproductie en -distributie (Paramount Pictures)
- Paramount Pictures
  - Paramount Classics
  - Paramount Vantage
- MTV Films
- Nickelodeon Movies
- Republic Pictures
- United International Pictures (50%)

### Muziek
- Famous Music

## Televisienetwerken

### CBS
- CBS
- UPN
- Showtime Networks
  - Showtime
  - The Movie Channel
  - Sundance Channel (joint venture met Robert Redford en NBC Universal)
  - FLIX
  - SET Pay-Per-View

### MTV Networks
- MTV
- Nickelodeon
- Nick @ Nite
- Nick GAS
- Nicktoons TV
- TV Land
- CMT
- Paramount Network
- Spike TV
- VH1
- Noggin
- The N
- Comedy Central
- LOGO
- MTV Networks International

### Black Entertainment
- Black Entertainment Television (BET)

## Televisieproductie en -distributie
- DreamWorks Television
- CBS Paramount Television
- Spelling Entertainment Group
- Big Ticket Television
- Viacom Productions
- King World Productions
- CBS Productions
- CBS Broadcast International
- Eyemark Entertainment
- CBS Paramount International Television

## Televisiestations

### CBS
| Aantal   | Televisienetwerk     | Televisienetwerk |
| -------- | -------------------- | ---------------- |
| 18       | CBS                  | CBS              |
| Station  | Stad                 | Staat            |
| WCBS 2   | New York             | New York         |
| KCBS 2   | Los Angeles          | Californië       |
| WBBM 2   | Chicago              | Illinois         |
| KYW-TV 3 | Philadelphia         | Pennsylvania     |
| KPIX 5   | San Francisco        | Californië       |
| WBZ 4    | Boston               | Massachusetts    |
| KTVT 11  | Dallas/Fort Worth    | Texas            |
| WWJ 62   | Detroit              | Michigan         |
| WCCO 4   | Minneapolis-St. Paul | Minnesota        |
| WFOR 4   | Miami                | Florida          |
| KCNC 4   | Denver               | Colorado         |
| KOVR 13  | Sacramento           | Californië       |
| KDKA 2   | Pittsburgh           | Pennsylvania     |
| WJZ 13   | Baltimore            | Maryland         |
| KUTV 2   | Salt Lake City       | Utah             |
| KEYE 42  | Austin               | Texas            |
| WFRV 5   | Green Bay/Appleton   | Wisconsin        |
| WJMN 3   | Escanaba             | Michigan         |

### UPN
| Aantal  | Televisienetwerk  | Televisienetwerk     |
| ------- | ----------------- | -------------------- |
| 18      | UPN               | UPN                  |
| Station | Stad              | Staat                |
| WPSG 57 | Philadelphia      | Pennsylvania         |
| KBHK 44 | San Francisco     | Californië           |
| WSBK 38 | Boston            | Massachusetts        |
| KTXA 21 | Dallas/Fort Worth | Texas                |
| WUPA 69 | Atlanta           | Georgia              |
| WKBD 50 | Detroit           | Michigan             |
| KSTW 11 | Seattle/Tacoma    | Washington           |
| WTOG 44 | Tampa             | Florida              |
| WBFS 33 | Miami             | Florida              |
| KMAX 31 | Sacramento        | Californië           |
| WPCW 19 | Pittsburgh        | Pennsylvania         |
| WTVX 34 | West Palm Beach   | Florida (staat)      |
| WGNT 27 | Norfolk           | Virginia (staat)     |
| WLWC 28 | Providence        | Rhode Island (staat) |
| WUPL 54 | New Orleans       | Louisiana (staat)    |

### The WB
| Aantal  | Televisienetwerk | Televisienetwerk |
| ------- | ---------------- | ---------------- |
| 1       | The WB           | The WB           |
| Station | Stad             | Staat            |
| WTCN 43 | West Palm Beach  | Florida          |

### Onafhankelijk
| Aantal  | Televisienetwerk | Televisienetwerk |
| ------- | ---------------- | ---------------- |
| 2       | onafhankelijk    | onafhankelijk    |
| Station | Stad             | Staat            |
| KCAL 9  | Los Angeles      | Californië       |
| WWHB 48 | West Palm Beach  | Florida          |

## Themaparken
- Paramount Parks (staat te koop)

## Uitgeverijen
- The Free Press
- MTV Books
- Nickelodeon Books
- Simon & Schuster
- Pocket Books
- Scribner
- Touchstone